# Enrique Sesma
Enrique Sesma (22 d'abril de 1927) és un exfutbolista mexicà.

## Selecció de Mèxic
Va formar part de l'equip mexicà a la Copa del Món de 1958.